# Vazopresin
Vazopresin ali antidiuretični hormon (ADH), pa tudi antidiuretski hormon in adiuretin, je nevrohipofizni hormon, ki se sintetizira v hipotalamusu in služi večanju prepustnosti zbiralc ter daljnih cevčic (distalnih tubulov) za vodo. Na organizem deluje antidiuretično (zmanjšuje diurezo) in vazokonstriktorno (krči žile ter s tem viša krvni tlak). Kemično je vazopresin ciklični nonapeptid. Ker ima adiuretin pri človeku in večjem deležu preostalih sesalcev na osmem mestu aminokislino arginin, mu pravimo tudi arginin-vazopresin (AVP) in argipresin.
Vazopresin je hormon, ki nastaja po nukleotidnem zaporedju gena AVP v nevronih (živčnih celicah) hipotalamusa. Produkt prepisovanja (transkripcije) in prevajanja (translacije) gena AVP je peptidni prohormon, ki se nato pretvori v AVP (aginin-vazopresin). Ta zatem potuje vzdolž aksonov živčnih celic, ki prehajajo v zadnji reženj hipofize, tako imenovano nevrohipofizo, kjer se hormon sprošča v obtočila (preko veziklov, prenos poganja hipertonična zunajcelična tekočina).
Antidiuretični hormon morda opravlja še eno pomembno vlogo, saj se v manjših količinah sprošča iz hipotalamusa v možgane, kjer naj bi imel funkcijo v socialnem vedenju, privlačnosti med partnerjema in materinskih odzivih na stres. Vazopresin vzpodbuja diferenciacijo matičnih celic v kardiomiocite (srčno-mišične celice) in homeostazo srčne mišice.
Ima precej kratko razpolovno dobo, zgolj 16–24 minut.

## Fiziologija

### Funkcija
Vazopresin nadzoruje toničnost telesnih tekočin. Iz nevrohipofize se hormon izloča kot odgovor na hipertonično stanje in povzroča, da ledvice reabsorbirajo prosto vodo ter jo vrnejo v obtočilni sistem, posledično pa se toničnost telesnih tekočin povrne na normalno stanje. Rezultat delovanja ADH-ja je majhna količina močno koncentriranega urina (seča). AVP, izločen v visokih koncentracijah, lahko povzroča vazokonstrikcijo in s tem povezan dvig krvnega tlaka.
Precej podobna snov, tako imenovani lizin-vazopresin (LVP) ali lipresin, ima enako funkcijo pri svinjah, njegova sintetična različica pa se je pogosto uporabljala pri zdravljenju pomanjkanja AVP-ja pri ljudeh, čemur danes služi predvsem dezmopresin.

### Struktura in podobnost z oksitocinom
Vazopresin je peptid, ki ga sestavlja devet aminokislin (je torej nonapeptid). Aminokislinsko zaporedje arginin-vazopresina je Cys-Tyr-Phe-Gln-Asn-Cys-Pro-Arg-Gly-NH2. Lizin-vazopresin ima na osmem mestu namesto arginina aminokislino lizin, najdemo pa ga pri svinjah in nekaterih sorodnih sesalcih.
Kemična zgradba oksitocina je precej podobna strukturi vazopresina; tudi oksitocin je nonapeptid z disulfidnim mostičkom, od AVP pa se razlikuje po zaporedju aminokislin na dveh mestih. Oba gena se nahajata na istem kromosomu, ločuje ju le nekoliko manj od 15 000 baz. Podobnost oksitocina in vazopresina občasno povzroča navzkrižne reakcije: oksitocin ima rahlo antiduretsko funkcijo, visoke ravni arginin-vazopresina pa lahko sprožijo maternične kontrakcije.
| Vazopresin pri vretenčarjih                                                   | Vazopresin pri vretenčarjih   | Vazopresin pri vretenčarjih                |
| ----------------------------------------------------------------------------- | ----------------------------- | ------------------------------------------ |
| Cys-Tyr-Phe-Gln-Asn-Cys-Pro-Arg-Gly-NH2                                       | Arginin-vazopresin (AVP, ADH) | Večina sesalcev                            |
| Cys-Tyr-Phe-Gln-Asn-Cys-Pro-Lys-Gly-NH2                                       | Lizin-vazopresin (LVP)        | Svinje, povodni konji in nekateri vrečarji |
| Cys-Phe-Phe-Gln-Asn-Cys-Pro-Arg-Gly-NH2                                       | Fenipresin                    | Nekateri vrečarji                          |
| Cys-Tyr-Ile-Gln-Asn-Cys-Pro-Arg-Gly-NH2                                       | Vazotocin†                    | Ni pri sesalcih                            |
| †Vazotocin je evolucijski prednik vseh nevrohipofiznih hormonov vretenčarjev. |                               |                                            |

## Uporaba v medicini
Vazopresin se uporablja za zdravljenje pomanjkanja antidiuretskega hormona (vazopresina). Poslužujejo se ga tudi pri obravnavi insipidusnega diabetesa, ki je povezan z nizkimi ravnmi adiuretina. Na voljo je v obliki z imenom Pressyn.
Med uporabnosti vazopresina spadajo tudi zdravljenje vazodilatornega (vazogenega) šoka, notranjega krvavenja iz prebavil, prekatne (ventrikularne) tahikardije in ventrikularne fibrilacije (prekatnega migetanja). Agonisti vazopresina se uporabljajo pri različnih bolezenskih stanjih, adiuretinov sintetični analog dezmopresin pa je koristen pri zdravljenju nizke ravni sekrecija vazopresina, nadziranju krvavenja in hudih primerih močenja postelje pri otrocih. Terlipresin in drugi podobni analogi se uporabljajo kot vazokonstriktorji.

### Farmokokinetika
Vazopresin se aplicira intravenozno ali z intramuskularno in subkutano injekcijo. Čas učinkovanja je odvisen od načina vnosa in se navadno giblje med pol ure in dvema urama. Razpolovna doba vazopresina je od deset do dvajset minut. Adiuretin se razširja po celotnem organizmu in ostaja v zunajcelični tekočini. Presnovi se v jetrih in izloči preko ledvic.

### Neželeni učinki
Med pogostejše učinke, povezane z aplikacijo vazopresina, spadajo angina, omotica, bolečine v prsnem košu, zgaga, slabost, bruhanje, tresavica, vročina, zastrupitev z vodo, driska, znojenje, bledica in flatulenca (napenjanje). Hujši reakciji sta miokardni infarkt in preobčutljivostna reakcija.

### Interakcije med snovmi
- alkohol - lahko zmanjša antidiuretski učinek[16]
- karbamazepin, kloropropamid, klofibrat, triciklični antidepresivi in fludrokortizon lahko zvišajo diuretski učinek[16]
- litij, demeklociklin, heparin in norepinefrin lahko zmanjšajo antidiuretski učinek[16]

## Vloga v boleznih
Morda obstaja povezava med arginin-vazopresinom in avtizmom.

### Pomanjkanje
Zmanjšana sekrecija arginin-vazopresina (nevrogena — na primer zaradi zastrupitve z alkoholom ali tumorja) ali zmanjšana občutljivost ledvic na AVP (nefrogena — na primer zaradi mutacija receptorja V2 ali AQP) vodi v insipidusni diabetes, bolezensko stanje, za katerega so značilne hipernatremija (zvišana raven koncentracije natrija v krvi), poliurija (pretirano proizvajanje urina) in polidipsija (prekomerna žeja).

### Presežek
Tako imenovani sindrom neustreznega izločanja arginin-vazopresina (SIADH) je posledica različnih problemov. SIADH naj bi povzročali nekateri tipi raka (na primer mikrocelularni karcinom ali ovsastocelični karcinom) in posamični tipi preostalih tumorjev. Za pojavom SIADH naj bi bil tudi nabor bolezni, ki vplivajo na možgane ali pljuča (okužbe, krvavitve). S SIADH je povezanih precej zdravil, kot so denimo določeni antidepresivi (npr. triciklični antidepresivi), antikonvulzantni karbamazepin, oksitocin (ki se uporablja za spodbujanje poroda) in vinkristin (sredstvo za kemoterapijo). Stanje se lahko pojavi brez jasne razlage. Hiponatremijo je mogoče zdraviti farmacevtsko s pomočjo antagonistov receptorjev vazopresina.